# Đại Hòa (xã)
Đại Hòa là một xã của huyện Đại Lộc, tỉnh Quảng Nam, Việt Nam.

## Địa lý
Xã Đại Hòa nằm ở phía đông của huyện Đại Lộc, có vị trí địa lý:
- Phía đông giáp thị xã Điện Bàn
- Phía nam giáp huyện Duy Xuyên
- Phía bắc giáp thị trấn Ái Nghĩa
- Phía tây giáp xã Đại An.

Xã Đại Hòa có diện tích 7,12 km², dân số năm 2019 là 5.723 người, mật độ dân số đạt 804 người/km².

## Hành chính
Xã Đại Hòa được chia thành 9 thôn: Giáo Tây, Bộ Bắc, Bộ Nam, Bàu Tây, Lộc Bình, Mỹ Hòa, Thượng Phước, Hòa Thạch, Giao Thủy.

## Lịch sử
Trước 1975, xã mang tên là xã Lộc Hưng, quận Đại Lộc, tỉnh Quảng Nam.
Sau năm 1975, xã Đại Hòa được mang tên trên tổ chức hành chính của huyện Đại Lộc.
Ra đời và phát triển khá vững vàng trên địa bàn huyện Đại Lộc, nền nông nghiệp ổn định hơn so với các đơn vị trong toàn tỉnh Quảng Đà lúc bấy giờ, phong trào hợp tác xã được thực hiện cùng lúc với các xã khác của thập niên 1970, xã có hai hợp tác xã:
- HTX Đại Hòa 1 gồm các thôn (5): Hoán Mỹ, Giáo Đông, Giáo Tây, Bộ Bắc, Trung An
- HTX Đại Hòa 2 gồm các thôn (7): Bộ Nam, Bàu Tây, Lộc Bình, Mỹ Hòa, Thượng Phước, Hòa Thạch, Giao Thủy

Ngành nông nghiệp Hợp Tác Xã của Đại Hòa không ngừng phát triển, đời sống nhân dân trên địa bàn hai hợp tác xã từng bước vượt qua những khó khăn ban đầu đầy gian khó, HTX Đại Hòa 2 đã được Hội đồng Nhà Nước phong tặng Huân Chương Lao động Hạng 3 rồi Hạng Hai, Cơ ngơi HTX Đại Hòa 1 được xây dựng từ rất sớm trong toàn huyện, HTX 2 xây dựng sau có phần chỉnh trang hơn, phong trào làm thủy lợi HTX Đại Hòa 2 cũng được coi là ngon cờ đầu của huyện Đại Lộc, có trạm bơm điện riêng của HTX, chủ động được nguồn nước tưới cho cây lúa nước.
Năm 1990, xã Đại Hòa do phải nhường ba thôn Trung An, Hoán Mỹ, Giáo Đông sáp nhập vào thị trấn Ái Nghĩa nên, dân số Đại Hòa còn quá ít, phải sáp nhập với xã Đại An cũng đã nhường cho thị trấn Ái Nghĩa một số thôn và xã Đại An phải xóa tên và nhập vào một xã Đại Hòa.
Sự tồn tại xã Đại Hòa mới cũng chỉ đến năm 2007 phải chia đôi Đại Hòa thành hai xã như hiện nay: Xã Đại An phía tây của đường Cái Ngang và xã Đại Hòa phía đông của đường Cái Ngang.